# Lista över medverkande i Sen kväll med Luuk
Detta är en lista över de medverkande i TV4:s underhållningsprogram Sen kväll med Luuk.

## Säsong 1 (Våren 1996)
| Avsnitt | Sändes        | Gäster                                                 | Artist                          | Nr |
| ------- | ------------- | ------------------------------------------------------ | ------------------------------- | -- |
| 1       | 8 mars 1996   | Lisa Nilsson, Jonas Gardell och Billy Heil             | Pugh Rogefeldt och Pandora      | 1  |
| 2       | 15 mars 1996  | Stellan Skarsgård, Catharina Grünbaum och Linda Skugge | Peps Persson                    | 2  |
| 3       | 22 mars 1996  | Ulf Lundell och Janne Forssell                         | Kent                            | 3  |
| 4       | 29 mars 1996  | Lisa Ekdahl och Mats Gellerfelt                        | Jenny Öhlund                    | 4  |
| 5       | 5 april 1996  | Olle Ljungström och Jens Östberg                       | Pontus Holmgren                 | 5  |
| 6       | 12 april 1996 | Sara Alström och Kattis Ahlström                       | Infinite Mass                   | 6  |
| 7       | 19 april 1996 | Bert Karlsson och Rebecka Törnqvist                    | Whale                           | 7  |
| 8       | 26 april 1996 | Erland Josephson och Ulf Malmros                       | Nina Persson                    | 8  |
| 9       | 3 maj 1996    | Robert Gustafsson och Helena von Zweigbergk            | Viktoria Tolstoy / Ronny Jordan | 9  |
| 10      | 10 maj 1996   | Christer Glenning och Peter Wahlbeck                   | André de Lang                   | 10 |

## Säsong 2 (hösten 1996)
| Avsnitt | Sändes            | Gäster                                  | Artist                      | Nr |
| ------- | ----------------- | --------------------------------------- | --------------------------- | -- |
| 1       | 13 september 1996 | Mauro Scocco och Margaretha Krook       | Brainpool                   | 11 |
| 2       | 20 september 1996 | Anders Lundin och Johan Widerberg       | The Cardigans               | 12 |
| 3       | 27 september 1996 | Charlott Strandberg och Kjell Bergqvist | Bob hund                    | 13 |
| 4       | 4 oktober 1996    | Karin Bjurström och Henrik Schyffert    | Suede                       | 14 |
| 5       | 11 oktober 1996   | Östen Warnerbring och Sara Kadefors     | Fugees                      | 15 |
| 6       | 18 oktober 1996   | Micke Dubois och Vanna Rosenberg        | Jumper                      | 16 |
| 7       | 25 oktober 1996   | Monica Zetterlund och Björn Kjellman    | Jon Spencer Blues Explosion | 17 |
| 8       | 1 november 1996   | Therese Akraka och Fredrik Lindström    | Fireside                    | 18 |
| 9       | 8 november 1996   | Alice Bah och Susanne Ljung             | PJ Harvey och John Parish   | 19 |
| 10      | 15 november 1996  | Jonas Inde och Staffan Ling             | Sara Isaksson               | 20 |
| 11      | 29 november 1996  | Lennart Jähkel och Pernilla Wahlgren    | Blacknuss                   | 21 |
| 12      | 6 december 1996   | Tommy Körberg och Karin Pettersson      | Eels                        | 22 |
| 13      | 13 december 1996  | Dilba och Jonas Hallberg                | The Standards               | 23 |
| 14      | 20 december 1996  | Allan Svensson                          | The Wannadies               | 24 |

## Säsong 3 (våren 1997)
Programmet sändes 20.30 på torsdagar och hette En kväll med Luuk.
| Avsnitt | Sändes        | Gäster                             | Artist           | Nr |
| ------- | ------------- | ---------------------------------- | ---------------- | -- |
| 1       | 27 mars 1997  | Wille Crafoord och Tintin Anderzon | Wille Crafoord   | 25 |
| 2       | 3 april 1997  | Per Gessle och Marika Lagercrantz  | Per Gessle       | 26 |
| 3       | 17 april 1997 | Eric Gadd och Damon Albarn         | Blur             | 27 |
| 4       | 24 april 1997 | John Cleese och Thomas Di Leva     | Thomas Di Leva   | 28 |
| 5       | 1 maj 1997    | Stig Malm och Tova Magnusson       | Depeche Mode     | 29 |
| 6       | 8 maj 1997    | Carola och Andres Lokko            | Stephen Simmonds | 30 |
| 7       | 15 maj 1997   | Lasse Berghagen och David Byrne    | David Byrne      | 31 |
| 8       | 22 maj 1997   | Bertram Heribertson och Cia Berg   | Mary J. Blige    | 32 |
| 9       | 29 maj 1997   | Robert Gustafsson och Inday Ba     |                  | 33 |
| 10      | 5 juni 1997   | Greatest hits                      |                  | 34 |

## Säsong 4 (våren 1998)
På våren sänds programmet på torsdagar klockan 20.20.
- 9 april - Peter Svensson.
- 16 april - Anouk.
- 30 april - Caesars Palace.
- 7 maj - Whale
- 14 maj - Bernard Butler.
- 21 maj - Lisa Loeb.
- 28 maj - Sophie Zelmani.
- 4 juni - Meja.

## Säsong 5 (hösten 1998)
Under höstsäsongen bytte programmet tillbaka till det gamla namnet Sen kväll med Luuk i och med att man började sända på tisdagar klockan 22.45.
| Avsnitt | Sändes           | Gäster                                                  | Artist              | Nr |
| ------- | ---------------- | ------------------------------------------------------- | ------------------- | -- |
| 1       | 17 november 1998 | Emma Sjöberg, Harald Treutiger och Madonna              | Madonna             |    |
| 2       | 24 november 1998 | Gert Fylking och Alanis Morissette                      | Alanis Morissette   |    |
| 3       | 1 december 1998  | Rebecka Liljeberg, Alexandra Dahlström och Alf Svensson | Semisonic           |    |
| 4       | 8 december 1998  | Peter Jöback och Emma Hamberg                           | Bob hund            |    |
| 5       | 15 december 1998 | Rolf Lassgård och Bruce Springsteen                     | Bruce Springsteen   |    |
| 6       | 22 december 1998 | Helena Bergström, Roxette                               | Bo Kaspers Orkester |    |

## Säsong 6 (våren 1999)
| Avsnitt | Sändes           | Gäster                                         | Artist                 | Nr |
| ------- | ---------------- | ---------------------------------------------- | ---------------------- | -- |
| 1       | 4 februari 1999  | Tomas von Brömssen, Ulla Skoog och Regina Lund | Mercury Rev            |    |
| 2       | 11 februari 1999 | Johan Rheborg och Jewel                        | Jewel                  |    |
| 3       | 18 februari 1999 | Babben Larsson och Whitney Houston             | Whitney Houston        |    |
| 4       | 25 februari 1999 | Anna Lindh och Dilba                           | Lok                    |    |
| 5       | 4 mars 1999      | Mikael Persbrandt och Melinda Kinnaman         | Speaker                |    |
| 6       | 11 mars 1999     | Anna Mannheimer                                | Manic Street Preachers |    |
| 7       | 18 mars 1999     | Pernilla August                                | R.E.M.                 |    |
| 8       | 25 mars 1999     | Björn Ulvaeus och Eva Dahlgren                 | Eva Dahlgren           |    |
| 9       | 1 april 1999     | Robert Gustafsson och Lukas Moodysson          | Suede                  |    |
| 10      | 8 april 1999     | Greatest hits                                  |                        |    |

## Säsong 7 (hösten 1999)
- 30 september - Tom Jones, Källa Bie och Mary J. Blige
- 7 oktober - Kenny Bräck och Maria Lundqvist
- 14 oktober - Anna Maria Corazza Bildt och Petter
- 21 oktober - Thåström, Renny Harlin och Marit Paulsen
- 28 oktober - Stuart Baxter och Lene Marlin
- 4 november - Staffan Kihlbom och Suzanne Reuter
- 11 november - Jonas Åkerlund och Povel Ramel
- 18 november - Kjell Sundvall och Tori Amos
- 25 november - Mariah Carey och Roman Polański
- 2 december - Fredrik Lindström och Orup

## Säsong 8 (våren 2000)
- 27 januari - Thomas Hanzon, Therese Alshammar och Eric Gadd
- 3 februari - Claes Malmberg, Louise Hoffsten och Sweet Chariots
- 10 februari - ?
- 24 februari - ?
- 2 mars - Annika Lantz och Ken Ring
- 9 mars - Brasse Brännström och Dave Grohl
- 16 mars - Eagle-Eye Cherry och Lennart Johansson
- 23 mars - Anna Lindmarker, Danny Boyle och All Saints
- 30 mars - Marie Serneholt, Sara Lumholdt och Bruce Dickinson
- 6 april - Kajsa Bergqvist, Ebba Hultkvist och Primal Scream

## Säsong 9 (hösten 2000)
Den här säsongen började man sända på fredagar klockan 22.25, i något som kallades "Superfredag" där även Sikta mot stjärnorna, (som sändes 20.00) och Vem vill bli miljonär? (som sändes 21.00) var med.
| Avsnitt | Sändes           | Gäster                           | Artist            | Nr |
| ------- | ---------------- | -------------------------------- | ----------------- | -- |
| 1       | 6 oktober 2000   | Göran Persson och Magnus Uggla   | The Latin Kings   |    |
| 2       | 13 oktober 2000  | David Batra och Mikael Ljungberg | Lucy Pearl        |    |
| 3       | 20 oktober 2000  | Roy Andersson och Feven          | Teddybears Sthlm  |    |
| 4       | 27 oktober 2000  | Lill-Babs och Buba Badije        | Håkan Hellström   |    |
| 5       | 3 november 2000  | Tomas Brolin och Jonas Karlsson  | Sade              |    |
| 6       | 10 november 2000 | Lionel Richie och Lisa Ekdahl    | The Hellacopters  |    |
| 7       | 17 november 2000 | Markoolio och Moby               | Addis Black Widow |    |
| 8       | 24 november 2000 | Wyclef Jean och Robert Aschberg  | Wyclef Jean       |    |
| 9       | 1 december 2000  | Meja och Ron Howard              | Grandaddy         |    |
| 10      | 8 december 2000  | Ulf Lundell och Johan Ulveson    | Ulf Lundell       |    |

## Säsong 10 (våren 2001)
- 19 januari - Izabella Scorupco, Rolf Lassgård och Bob hund
- 26 januari - Gösta Ekman, Josephine Bornebusch och Melinda Wrede
- 2 februari - Josef Fares, Fares Fares, Gudrun Schyman och Stakka Bo
- 9 februari - Alexandra Rapaport, Magnus Carlsson, Outkast
- 16 februari - Mark Levengood och Aimee Mann
- 23 februari - Samuel Fröler, Håkan Hellström och Titiyo
- 2 mars - Carmen Elektra, Nina Persson och At the Drive-In
- 9 mars - Ricky Martin, Sissela Kyle och Manic Street Preachers
- 16 mars - Magdalena Forsberg, Peter Apelgren och The Hives
- 23 mars - Janet Jackson och Peter Dalle

## Säsong 11 (hösten 2001)
- 28 september – Carola Häggkvist och Thorsten Flinck.
- 9 november – Cher.
- 23 november – Jennifer Lopez och Peter Forsberg.
- 30 november – Kronprinsessan Victoria och Robert Gustafsson.
- Den svenska popgruppen Broder Daniel spelar för första gången sin låt "Shoreline".

## Säsong 12 (våren 2003)
- 14 februari - Steven Soderbergh, Sissela Kyle och Torkel Petersson och musik från N.E.R.D[1]
- 21 februari - Mauro Scocco, Pernilla Wahlgren, Jill Johnson, Johnny Knoxville och Bam Margera; musik av Lars Winnerbäck och Elin Sigvardsson.
- 28 februari - Liza Marklund och Suzanna Dilber, Maria Wetterstrand, ståupp med Shan Atci, musik med Sean Paul och Audio Bullys.[2]
- 7 mars - Avril Lavigne och Kristina Lugn, musik från User[3]
- 14 mars - Dixie Chicks och Per Elofsson[4]
- 21 mars - Micke Dubois, Alan Parker och musik med The Donnas.[4]
- 28 mars - Carolina Klüft och musik med Big Brovaz.[4]
- 4 april - Jonas Åkerlund, musik med Florence Valentin.
- 18 april - Rowan Atkinson, Anders Lundin, musik med The Cardigans.
- 25 april - Robbie Williams och David Gahan[5]

## Säsong 13 (hösten 2003)
- 26 september - 50 Cent, Kim Källström och Lisa Miskovsky.
- 10 oktober - George Michael, Markoolio och Claes Elfsberg.
- 24 oktober - Pink, Filip Hammar och Fredrik Wikingsson.
- 14 november - Regina Lund, Henrik Hjelt, Mikael Tornving och The Knife.

## Säsong 14 (våren 2004)
Mauro Scocco var ny DJ och sidekick. I bakgrunden syntes Säffle och en guldfiskskål fanns på Luuks bord.
- 20 februari - Petter
- 8 april - Agnetha Fältskog, Johan Glans, Sasha och The Hives

## Säsong 15 (hösten 2004)
Ny sidekick och DJ var Alexandra Dahlström. Ett annat stående inslag är Tim Hibbins och Sasha. Samtliga avsnitt sänds på fredagar klockan 22.40.
- 24 september - R.E.M. och Paul Bettany. R.E.M. framförde även låten "Leaving New York". Luuk själv var med i en Extreme Makeover-sketch och Jouni Niirola, en deltagare i Idol 2004 som blev utröstad tidigt av juryn fick vara med.
- 1 oktober - Jonas Gardell och Eddie Izzard och bandet The Concretes framförde en ny singel. I en sketch deltog Luuk som joker i Farmen Skärgården och i en annan visades två strumpdockor (av fransk respektive tysk nationalitet) som en tittare skickat in. Ett annat inslag i program 2 var "Vems är rösten?".
- 8 oktober - Henrik Larsson och Jenny Ulving. I samband med Henriks medverkan visades en sketch med målgester utförda av Luuk. Anna Ternheim framförde låten "To be gone". I en sketch medverkade strumpdockorna från förra programmet. Den tyska dockan campar med Luuk vid inspelningen av Allsång på Skansen, den andra deltar i Idol 2004 och Parlamentet. I en annan sketch försöker Tim Hibbins få in Sasha i fängelse genom att sätta in en kontaktannons på Internet och Showgruppen Kulsprutan illustrerar hur dagstidningarna gick över till tabloidformat.
- 15 oktober - Peter Stormare och gruppen After Dark. The Soundtrack of Our Lives uppträdde med låten "Bigtime". Även Linda Rosing kom fram dragande på Fabbe i en vagn när Luuk tryckte på en knapp i sin knappsats-sketch. I Tim Hibbins & Sasha lurar Tim Sasha att äta mycket nougat och dricka kallt vatten och direkt efter varmt vatten så han åker in till tandläkaren. Där ska Sasha stjäla morfin.
- 22 oktober - Hans Alfredson samt friidrottarna Jenny Kallur och Susanna Kallur. För musiken står Mando Diao som framför låten "God knows" och som kvällens hus-dj är Alexandra Dahlström.
- 29 oktober - Sissela Kyle och ståupparna Shan Atci och Jakob Öqvist. För musiken står Natasha Bedingfield.
- 5 november - Leif Pagrotsky och Blossom Tainton. För musiken står hus-dj Alexandra Dahlström och M.I.A.
- 12 november - Frida Hallgren. För musiken står hus-dj Alexandra Dahlström och Titiyo står på scenen.
- 19 november - Fredrik Reinfeldt och Ola Salo. För musiken står hus-dj Alexandra Dahlström och på scenen står Snowracer.
- 26 november - Kristian Luuk tar farväl och tackar för alla år som gått. Programmet avslutas i en fest, Kristian visar klipp från vad som hänt under alla år och visar även en mängd kändisar som varit med. Gäster under kvällen är olika kändisar som varit med i Sen kväll med Luuk bland annat Michael Nyqvist, Eva Dahlgren och Felix Herngren och många fler. På scen står bandet Raymond & Maria som spelar en cover på Green Day's låt "Good Riddance (Time Of Your Life)".